# Кастиљоне (Тревизо)
Кастиљоне (итал. Castiglione) је насеље у Италији у округу Тревизо, региону Венето.
Према процени из 2011. у насељу је живело 23 становника. Насеље се налази на надморској висини од 57 м.